# Kanton Ancenis-Saint-Géréon
Ancenis-Saint-Géréon ( voorheen Kanton Ancenis ) is een kanton van het Franse departement Loire-Atlantique. Het kanton maakt deel uit van het arrondissement Châteaubriant-Ancenis.
Het decreet van 24 februari 2021 heeft de naam van het kanton aangepast aan de gewijzigde naam van zijn hoofdplaats.

## Gemeenten
Het kanton Ancenis omvatte tot 2014 de volgende 8 gemeenten:
- Ancenis (hoofdplaats)
- Anetz
- Mésanger
- Oudon
- Pouillé-les-Côteaux
- La Roche-Blanche
- Saint-Géréon
- Saint-Herblon

Na de herindeling van de kantons bij decreet van 25 februari 2014, met uitwerking op 22 maart 2015 omvatte het kanton 22 gemeenten.
Het decreet van 23 december 2015 hevelde de gemeente Le Fresne-sur-Loire over naar het departement Maine-et-Loire ten behoeve van de creatie van de fusiegemeente (commune nouvelle) Ingrandes-le-Fresne-sur-Loire.

Het decreet van 26 december 2017 hevelde de gemeente Freigné uit het departement Maine-et-Loire over naar dit kanton.
Op 1 januari 2016 werden:
- de gemeenten Ancenis en Saint-Géréon samengevoegd tot de fusiegemeente (commune nouvelle) Ancenis-Saint-Géréon,
- de gemeenten Belligné, La Chapelle-Saint-Sauveur, La Rouxière en Varades samengevoegd tot de fusiegemeente (commune nouvelle) Loireauxence,
- de gemeenten Saint-Herblon en Anetz samengevoegd tot de fusiegemeente (commune nouvelle) Vair-sur-Loire.

Op 1 januari 2018 werden de gemeenten Bonnœuvre, Maumusson, Saint-Mars-la-Jaille, Saint-Sulpice-des-Landes en Vritz alsook de gemeente Freigné uit het departement Maine-et-Loire,  samengevoegd tot de fusiegemeente (commune nouvelle) Vallons-de-l'Erdre. 
Sindsdien omvat het kanton volgende gemeenten : 
- Ancenis-Saint-Géréon
- Couffé
- Loireauxence
- Mésanger
- Montrelais
- Oudon
- Pannecé
- Le Pin
- Pouillé-les-Côteaux
- La Roche-Blanche
- Vair-sur-Loire
- Vallons-de-l'Erdre